# Porcius Festus
Porcius Festus was procurator van Judea van 60 tot 62 na Chr. Hij stamt uit de Gens Porcia, een beroemde Romeinse familie.

## Bestuur
Festus werd door keizer Nero benoemd als opvolger van Antonius Felix, die er niet in was geslaagd de anti-Romeinse sentimenten in Judea onder controle te krijgen. Ook Festus had tijdens zijn ambtstermijn veel te stellen met de Zeloten, die streefden naar onafhankelijkheid. Evenals Felix trad hij tegen hen op met harde hand, maar ook hij slaagde er niet in de situatie onder controle te krijgen.
Met de Joodse leiders onderhield Festus wel goede contacten, anders dan bij Felix het geval was geweest. Toen hij in conflict kwam met de hogepriester Ismaël ben Phiabi omdat deze een muur van de tempel zodanig had verhoogd dat de Romeinse troepen geen zicht meer hadden op het tempelplein, wilde hij de zaak niet op de spits drijven, maar stond hij de hogepriester toe zijn zaak voor Nero te bepleiten.
In 62 na Chr. overleed Festus onverwachts. Hij werd opgevolgd door Lucceius Albinus.

## Festus in het Nieuwe Testament
Het Nieuwe Testament vermeldt dat de apostel Paulus voor Festus terechtstaat, 11 tot 13 dagen nadat Festus in Judea is aangekomen. (Hand. 25:1-6)  Aangezien de beschuldigingen tegen Paulus betrekking hebben op de Joodse godsdienst en tradities roept Festus voor een tweede verhoor de hulp in van Herodes Agrippa II, die zich laat vergezellen van zijn zus Berenice. Festus en Agrippa komen tot de conclusie dat de aanklachten tegen Paulus ongegrond zijn, maar Paulus heeft zich dan al beroepen op de keizer. Daarom stuurt Festus hem naar Rome om voor Nero zijn zaak te bepleiten.